# St. George’s Anglican Church (Antigua)
Die Kirche Saint George’s ist eine anglikanische Pfarrkirche in Fitches Creek an der Nordwestküste der Karibikinsel Antigua im Staat Antigua und Barbuda. Sie gehört als Pfarre St. George’s with St. Mark’s and St. Francis zur Diözese North Eastern Caribbean and Aruba der Church in the Province of the West Indies. Gewidmet ist sie dem Heiligen Georg, dem frühen Landespatron Englands.

## Geschichte
Schon zu Beginn der Kolonialisierung befand sich hier der Fitch’s Creek Estate, eine Pflanzung der Siedlerfamilie Fitch, einer der größten der Insel. Eine erste Kapelle lässt sich hier 1687 nachweisen.
Anfangs Filialkirche von St. Peter’s bei Parham, wurde sie 1725 zur Pfarre erhoben und als Rektorat (finanziell unabhängige Pfarre) eingerichtet. Zwischen den beiden Häfen St. John’s Harbour und Parham (Old North Sound Harbour) hatten sich zahlreiche weitere Ansiedlungen entwickelt und die Wege nach St. Peter’s wurden zu weit. Damit war die Insel in die sechs Pfarren gegliedert, die noch heute die politischen Parishes bilden, die Parish of Saint George ist die kleinste der Insel.
1735 wurde sie im heutigen Erscheinungsbild neu errichtet.
Die Kirche am Meer blieb aber abgelegen, die Orte, vornehmlich Barnes Hill und Piggotts, entwickelten sich weiter landeinwärts. Durch den Bau der Coolidge Air Force Base (heute V.C. Bird) im Zweiten Weltkrieg wurde die Kirche insbesondere von ersterem Ort, Coolidge und dem umgesiedelten New Winthorpes recht isoliert; heute ist sie primär die Dorfkirche des Villenortes Fitches Creek, der sich erst im späteren 20. Jahrhundert entwickelte.
Von Erdbeben verschont, wurde die Kirche vom Hurrikan Dog 1950 schwer beschädigt; der Wiederaufbau dauerte 15 Jahre. Beim Hurrikan Luis 1995 wurde sie abermals verwüstet, und 2001 wieder geweiht.
Zur Pfarrei gehören heute auch die Filialkirchen (englisch chapels of ease) St. Marks in Piggotts und  St. Francis.

## Architektur
Das turmlose Kirchengebäude gleicht in seiner Erscheinung der 1730er einem Farmhaus, dem Manor house (English country house) in steinsichtiger, gedrungener Bauart. Es wird angenommen, dass die Kirche eine bauliche Erweiterung der alten Kapelle von 1687 ist. Sie stellt sich als in drei längs aneinandergestellten eingeschossigen Häusern dar, die einen dreischiffigen Kirchenbau ergeben. Die Fassade ist dadurch symmetrisch in drei gleiche Giebelteile gegliedert, jeder mit mittigem hölzernem Tor und darüberliegenden Giebelfenstern, und mit hohen Fenstern dazwischen, alle mit Rundbögen und weißen Faschen im Steinmauerwerk abgesetzt, und jeweils mit einem kleinen Stuckkreuz als einzigem Schmuck überhöht. Die Fassade ist beiderseits durch Eckpilaster mit schlichten Fiälchen die Breite betonend abgeschlossen. Dem Mitteltrakt ist ein firsthoher zweigeschossiger portikusartiger Söller in klobiger Betonbauweise vorgestellt, der wohl einem früheren analogen Bauelement folgt, aber als eigenartiger Fremdkörper das Bemühen um sturmsicheres Bauen eindrücklich darstellt.
Die abseits größerer Straßen am Nordrand von Fitches Creek befindliche Kirche liegt in einem steinmauerumfassten Park, nur wenige Dutzend Meter ab vom Meer, und bietet einen weiten Blick über den Ort, die Fitches Creek Bay und Parham Harbour.